# 赵朱木兰
赵朱木兰（英語：Ruth Mulan Chu Chao, 1930年3月19日—2007年8月2日）是美国华人慈善家。

## 生平
1930年出生于安徽省来安县一个书香世家，名字取自中国古代巾帼英雄花木兰。在家中五个子女中排行老二。
1940年随父母搬迁至南京，后进入明德女中和嘉定中学读书，1949年2月在朋友家中与赵锡成相识，1949年4月正值高三下学期，因第二次国共内战局势动荡随父母来到台湾，未拿到高中毕业证。1950年7月在台湾与赵锡成重逢，1951年11月12日在西门町鹿鸣春餐厅举办婚礼，父亲好友于右任与领导王云五送来祝福。 1958年赵锡成以第一名成绩通过甲级船长特种考试，被公司派遣至美国留学深造。因为经费只够赵锡成一人成行，他们被迫两地分居三年，1961年夏天带着三个女儿与丈夫在美国团聚。他们定居在纽约市。来美国后又生下三个女儿，共有六个女儿，其中四位毕业于哈佛商学院。在子女长大后，51岁考入纽约圣约翰大学学习亚洲文学和历史系。
2007年8月2日因淋巴瘤在美国逝世，享年77岁，葬于纽约芬克里夫墓园。其后2008年3月21日二女儿赵小琴也离世。

## 家庭
父亲朱维谦，母亲田慧英。大姐朱罗兰，后改名朱子珍，三妹朱佩兰，四弟朱明志，五妹朱军兰，后改名朱淮北。丈夫赵锡成是福茂集团创办人暨荣誉董事长，長女赵小兰曾担任美国劳工部部长及美国运输部部长。幼女赵安吉曾任福茂集团副董事长，2024年2月11日因汽車坠池塘意外離世。

## 荣誉
2016年6月6日哈佛商学院赵朱木兰中心举行剪彩仪式，这是哈佛大学首座美籍华人命名的教学楼。